# Kristian Pless
Kristian Pless (født 9. februar 1981 i Odense) er en dansk tidligere  professionel tennisspiller, der blev professionel i 1999.
Han vandt i 1999 finalen ved Australian Open for juniorer (spillere under 18 år). Samme år nåede han finalen i yderligere to Grand Slam-juniorturneringer: Wimbledon og US Open. Blandt andet grundet disse resultater sluttede han i 1999 som nummer et på juniorverdensranglisten. Siden 2000 har han været professionel tennispiller. Hans bedste placering på ATP's verdensrangliste opnåede han 28. januar 2002, hvor han var nummer 65.
Kristian Pless har haft flere skader, og har været igennem to skulderoperationer. Skaderne har til tider sat ham tilbage på ATP's verdensrangliste (i 2004 var han nede som nummer 846). Dette har betydet at han ofte spiller de "mindre" Challenger-turneringer for at kvalificere sig til ATP-turneringerne. Gennem 2005 og 2006 har han langsomt forbedret sin rangering, og nåede i december 2006 sin højeste placering efter sine skadespauser som nummer 84 i verden.
I oktober 2009 indstillede han sin professionelle tenniskarriere for dog i 2012 at vende tilbage for David Cup-holdet anført af kaptajn Kenneth Carlsen sammen med Frederik Løchte Nielsen, Thomas Kromann og Christoffer Kønigsfeldt.